# NGC 6676
NGC 6676 este o galaxie situată în constelația Dragonul. A fost descoperită în 30 mai 1886 de către Lewis A. Swift. Se află la o distanță de 96,65 de megaparseci de Pământ.